# 艾里逊变速箱公司

Allison Transmission是美國一家自動变速器和混合动力驅動系統製造廠。

## 历史
公司成立于1915年9月14號，成立时称作Indianapolis Speedway Team Company。在1928年創辦人James A. Allison去世之前，公司就已经改名為Allison Experimental Company，之後再改名叫Allison Engineering Company。1929年公司被通用汽車收購。
1940年代，Allison開始研製变速厢，后来这项業務在1946年分拆為Allison Transmission。
2007年，Allison Transmission被通用賣给了金融公司The Carlyle Group同Onex Corporation合资的一家公司。
2021年9月16日，艾里逊变速箱（ALSN）签署资产购买协议，购买印度 AVTEC Ltd. 的非公路业务和 AVTEC 的马德拉斯出口加工区非公路部件加工业务的变速箱组合。通过此次收购，艾里逊还将把 AVTEC 在 MEPZ 工厂的非公路部件加工业务整合到艾里逊的钦奈制造工厂，以继续为艾里逊的非公路变速箱生产外壳。